# Марфино (район на Москва)
Марфино е административен район на Североизточен окръг в Москва.